# Czyżów (powiat kielecki)
Czyżów – wieś w Polsce, położona w województwie świętokrzyskim, w powiecie kieleckim, w gminie Łagów.
| SIMC    | Nazwa      | Rodzaj     |
| ------- | ---------- | ---------- |
| 0247545 | Bukowa     | część wsi  |
| 0247551 | Bukowiec   | część wsi  |
| 0247568 | Kosory     | przysiółek |
| 0247574 | Przygłówek | część wsi  |
| 0247580 | Stara Wieś | część wsi  |
| 0247597 | Wołyń      | część wsi  |
| 0247605 | Wyczyna    | część wsi  |

W latach 1975–1998 wieś należała administracyjnie do województwa kieleckiego.
Przez wieś przebiega  niebieski szlak turystyczny z Chęcin do Łagowa.